# Винтер, Виктор Андреевич
Винтер Виктор Андреевич (1868—?) — флагманский инженер-механик штаба командующего Морскими силами Балтийского моря, участник Первой мировой войны, профессор, генерал-лейтенант.

## Биография
Винтер Виктор Андреевич (в других источниках — Генрихович) родился 12 февраля 1868 года.
В 1888 году окончил механическое отделение Технического училища морского ведомства в Кронштадте, в 1894 году — механический отдел Николаевской морской академии.
В 1896—1898 годах участвовал в дальнем походе на броненосце «Наварин» заведующим гидравлическими приборами.
В 1898 году присвоено звание помощник старшего инженер-механика.
В 1905 — флагманский инженер-механик Штаба Отдельного практического отряда минных крейсеров для испытания и сдачи в Морское министерство, с 1906 флагманский инженер-механик штаба командующего Практическим отрядом обороны побережья Балтийского моря и штаба командующего 1-м Отрядом судов Балтийского моря.
В 1908 году произведён в полковники Корпуса инженер-механиков флота.
В 1909 году назначен флагманским инженер-механиком штаба командующего Дивизией миноносцев и штаба начальника Соединённых отрядов.
С 11 января 1910 по 1917 год — флагманский инженер-механик штаба командующего Морскими силами Балтийского моря. Участник Первой мировой войны.
В 1911 году произведён в генерал-майоры, а 30 июля 1915 года в генерал-лейтенант.
Военно-морской историк В. А. Белли в своих мемуарах тепло отзывался о Винтере В. А.: «Наиболее колоритной фигурой в Штабе был всеми уважаемый В. А. Винтер. Он ведал механической частью в Балтийском флоте много лет, был бессменным сотрудником адмирала Н. О. Эссена сначала в 1-й Минной дивизии, а затем в Штабе флота. Предполагалось до революции, что В. А. Винтер по окончании войны будет назначен членом Адмиралтейств-совета. Вихри революции смели эти планы…».
После революции профессор Винтер преподавал в Военно-морской академии и работал в Морской исторической комиссии.
11 апреля 1924 года вместе с преподавателем ВМА Витусовским Владимиром Евстафьевичем и библиотекарем ВМА Кладо Анной Николаевной был арестован по групповому делу военморов академии. 23 мая 1924 приговорён к 3 годам ссылки и отправлен в Обдорск Томской области. В начале октября 1924 года — по ходатайству юридического отдела Помполита освобождён из ссылки досрочно.
Работал в Рудметаллоторге, через несколько лет скончался скоропостижно, делая доклад на собрании.

## Публикации
- Винтер В. А. Описание механизмов эскадренного миноносца «Новик». — Кронштадт.